# Bruno Soriano
Bruno Soriano Llido (ur. 12 czerwca 1984 w Artanie) – hiszpański piłkarz grający na pozycji pomocnika. Zawodnik Villarrealu CF.
Bruno od dziecka kształcił się w szkółce piłkarskiej Villarreal CF. W roku 2006 był kapitanem drużyny, która awansowała do Segunda División B. Po tym sukcesie został włączony do kadry pierwszej drużyny. Zadebiutował w niej 1 października 2006 roku w wyjazdowym meczu z RCD Mallorca.

## Statystyki klubowe
| Sezon   | Klub          | Kraj      | Liga             | Mecze | Bramki | Puchar Kraju | Mecze | Bramki | Rozgrywki Europy                    | Mecze | Bramki |
| ------- | ------------- | --------- | ---------------- | ----- | ------ | ------------ | ----- | ------ | ----------------------------------- | ----- | ------ |
| 2006/07 | Villarreal CF | Hiszpania | Primera División | 3     | 0      | -            | -     | -      | -                                   | -     | -      |
| 2007/08 | Villarreal CF | Hiszpania | Primera División | 22    | 0      | -            | -     | -      | Puchar UEFA                         | 6     | 0      |
| 2008/09 | Villarreal CF | Hiszpania | Primera División | 25    | 0      | -            | -     | -      | Liga Mistrzów UEFA                  | 7     | 0      |
| 2009/10 | Villarreal CF | Hiszpania | Primera División | 33    | 0      | -            | -     | -      | Liga Europy UEFA                    | 6     | 0      |
| 2010/11 | Villarreal CF | Hiszpania | Primera División | 37    | 0      | -            | -     | -      | Liga Europy UEFA                    | 15    | 0      |
| 2011/12 | Villarreal CF | Hiszpania | Primera División | 37    | 3      | -            | -     | -      | Liga Mistrzów UEFA                  | 7     | 0      |
| 2012/13 | Villarreal CF | Hiszpania | Segunda División | 28    | 4      | -            | -     | -      | -                                   | -     | -      |
| 2013/14 | Villarreal CF | Hiszpania | Primera División | 36    | 6      | -            | -     | -      | -                                   | -     | -      |
| 2014/15 | Villarreal CF | Hiszpania | Primera División | 24    | 2      | Puchar Króla | 4     | 0      | Liga Europy UEFA                    | 8     | 2      |
| 2015/16 | Villarreal CF | Hiszpania | Primera División | 31    | 5      | Puchar Króla | 2     | 0      | Liga Europy UEFA                    | 12    | 2      |
| 2016/17 | Villarreal CF | Hiszpania | Primera División | 34    | 5      | Puchar Króla | 1     | 0      | Liga Mistrzów UEFA Liga Europy UEFA | 2 8   | 0 1    |

Stan na: 28 maja 2017 r.